# クララ・ハッセ

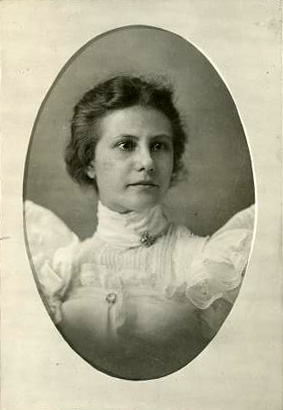
クララ・ハッセ

クララ・ハッセ（Clara Henriette Hasse、1880年 – 1926年10月10日）は、アメリカ合衆国の植物学者である。植物病理学を専門とした。1915年の論文、「カンキツかいよう病菌、カンキツかいよう病の原因」（"Pseudomonas citri, the cause of Citrus canker"）はこの病気の原因を特定した最初の論文であり、フロリダ州やアラバマ州などの柑橘類の産地でこの病害を駆逐するのに貢献した。
ミシガン大学を卒業後、ワシントンD.C.のアメリカ農務省の植物産業局（Bureau of Plant Industry）の助手となった。多くの女性研究者に研究職を与えた、植物病理学者のアーウィン・フリンク・スミスが在職中に雇った12人の助手の一人である。その後、フロリダ農業試験場で働いた。46歳で、ミシガン州のマスキーゴンで没した。